# Erigonoplus inclarus
Espèce
Synonymes
- Erigone inclara Simon, 1882
- Erigonoplus nigerrimus Simon, 1884

Erigonoplus inclarus est une espèce d'araignées aranéomorphes de la famille des Linyphiidae.

## Distribution
Cette espèce est endémique de Corse en France.

## Description
Le mâle holotype mesure 1,5 mm.

## Systématique et taxinomie
Cette espèce a été décrite sous le protonyme Erigone inclara par Simon en 1882. Elle est placée dans le genre Erigonoplus par Simon en 1884.
Erigonoplus nigerrimus a été placée en synonymie par Simon en 1926.

## Publication originale
- Simon, 1882 : « Description d'espèces nouvelles du genre Erigone. » Bulletin de la Société Zoologique de France, vol. 6, p. 233-257 (texte intégral).